# Erigoninae
Erigoninae Emerton, 1882 è una sottofamiglia di ragni appartenente alla famiglia Linyphiidae.

## Caratteristiche
Erigoninae è la più grande sottofamiglia del genere Linyphiidae, comprende infatti 388 generi con oltre 2000 specie descritte a maggio 2013.
Questi ragni sono di importanza fondamentale nell'ecologia dei sistemi agricoli. Infatti recenti ricerche sui campi dell'Europa centrale hanno mostrato che le specie più attive nella predazione degli insetti sono: Erigone atra (23,5%), Tenuiphantes tenuis (20,1%) e Oedothorax apicatus (14,5%)
Una specie, Atypena formosana, vive in colonie numerose nelle zone umide e costruisce le reti nelle risaie appena sopra il pelo dell'acqua per predare le ninfe degli insetti fulgoridi.

## Descrizione
Le dimensioni di questi ragni, come per tutti i Linyphiidae, di rado superano i 3 millimetri. I maschi manifestano una molteplice varietà di morfologie del cefalotorace, fra le quali, bulbi, torrette e protuberanze di varia foggia, solchi, striature e peli di diverse forme; probabilmente sono funzionali al corteggiamento nell'avvicinarsi alla femmina. Si è notato che femmine di alcune specie afferrano queste protuberanze dei maschi tramite i cheliceri durante l'accoppiamento.

## Distribuzione
Circa 300 specie sono endemismi dell'Europa settentrionale, dove costituiscono quasi 1/4 dell'intera diversità dei ragni. In Nordamerica ne sono presenti ben 650 specie e complessivamente si può affermare che gli Erigoninae sono diffusi maggiormente nelle regioni boreali del globo e in minore diversità in quelle australi, tanto che in Australia e Nuova Zelanda non sono stati rinvenuti endemismi.
I 388 generi oggi noti di questa sottofamiglia, presi nell'insieme, sono pressoché cosmopoliti.

## Tassonomia
A dicembre 2014, si suddivide in 401 generi secondo Tanasevitch e 390 secondo Platnick:
1. Abacoproeces Simon, 1884
2. Aberdaria Holm, 1962
3. Acartauchenius Simon, 1884
4. Acorigone Wunderlich, 2008
5. Adelonetria Millidge, 1991
6. Afribactrus Wunderlich, 1995
7. Ainerigone Eskov, 1993
8. Alioranus Simon, 1926
9. Allotiso Tanasevitch, 1990
10. Anacornia Chamberlin & Ivie, 1933
11. Annapolis Millidge, 1984
12. Anodoration Millidge, 1991
13. Anthrobia Tellkampf, 1844
14. Aphileta Hull, 1920
15. Apobrata Miller, 2004
16. Aprifrontalia Oi, 1960
17. Arachosinella Denis, 1958
18. Araeoncus Simon, 1884
19. Archaraeoncus Tanasevitch, 1987
20. Arcterigone Eskov & Marusik, 1994
21. Asemostera Simon, 1898
22. Asiceratinops Eskov, 1992
23. Asperthorax Oi, 1960
24. Asthenargellus Caporiacco, 1949
25. Asthenargoides Eskov, 1993
26. Asthenargus Simon & Fage, 1922
27. Atypena Simon, 1894
28. Australophantes Tanasevitch, 2012
29. Bactrogyna Millidge, 1991
30. Baryphyma Simon, 1884
31. Baryphymula Eskov, 1992
32. Batueta Locket, 1982
33. Bisetifer Tanasevitch, 1987
34. Bishopiana Eskov, 1988
35. Blestia Millidge, 1993
36. Brachycerasphora Denis, 1962
37. Bursellia Holm, 1962
38. Callitrichia Fage, 1936
39. Cameroneta Bosmans & Jocqué, 1983
40. Canariellanum Wunderlich, 1987
41. Caracladus Simon, 1884
42. Carorita Duffey & Merrett, 1963
43. Catacercus Millidge, 1985
44. Catonetria Millidge & Ashmole, 1994
45. Caucasopisthes Tanasevitch, 1990
46. Cautinella Millidge, 1985
47. Caviphantes Oi, 1960
48. Ceraticelus Simon, 1884
49. Ceratinella Emerton, 1882
50. Ceratinops Banks, 1905
51. Ceratinopsidis Bishop & Crosby, 1930
52. Ceratinopsis Emerton, 1882
53. Ceratocyba Holm, 1962
54. Cheniseo Bishop & Crosby, 1935
55. Chenisides Denis, 1962
56. Cherserigone Denis, 1954
57. Chthiononetes Millidge, 1993
58. Cinetata Wunderlich, 1995
59. Cnephalocotes Simon, 1884
60. Collinsia O. P.-Cambridge, 1913
61. Coloncus Chamberlin, 1948
62. Comorella Jocqué, 1985
63. Concavocephalus Eskov, 1989
64. Connithorax Eskov, 1993
65. Coreorgonal Bishop & Crosby, 1935
66. Cresmatoneta Simon, 1929
67. Crosbyarachne Charitonov, 1937
68. Crosbylonia Eskov, 1988
69. Ctenophysis Millidge, 1985
70. Dactylopisthes Simon, 1884
71. Dactylopisthoides Eskov, 1990
72. Deelemania Jocqué & Bosmans, 1983
73. Dendronetria Millidge & Russell-Smith, 1992
74. Diastanillus Simon, 1926
75. Dicornua Oi, 1960
76. Dicymbium Menge, 1868
77. Didectoprocnemis Denis, 1949
78. Diechomma Millidge, 1991
79. Diplocentria Hull, 1911
80. Diplocephaloides Oi, 1960
81. Diplocephalus Bertkau, 1883
82. Disembolus Chamberlin & Ivie, 1933
83. Dismodicus Simon, 1884
84. Dolabritor Millidge, 1991
85. Donacochara Simon, 1884
86. Drepanotylus Holm, 1945
87. Dresconella Denis, 1950
88. Dumoga Millidge & Russell-Smith, 1992
89. Eborilaira Eskov, 1989
90. Emenista Simon, 1894
91. Enguterothrix Denis, 1962
92. Entelecara Simon, 1884
93. Eordea Simon, 1899
94. Epiceraticelus Crosby & Bishop, 1931
95. Epiwubana Millidge, 1991
96. Eridantes Crosby & Bishop, 1933
97. Erigone Audouin, 1826
98. Erigonella Dahl, 1901
99. Erigonoploides Eskov, 1989
100. Erigonoplus Simon, 1884
101. Erigonops Scharff, 1990
102. Erigophantes Wunderlich, 1995
103. Eskovia Marusik & Saaristo, 1999
104. Eskovina Koçak & Kemal, 2006
105. Esophyllas Prentice & Redak, 2012
106. Eulaira Chamberlin & Ivie, 1933
107. Evansia O.Pickard-Cambridge, 1900
108. Fissiscapus Millidge, 1991
109. Floricomus Crosby & Bishop, 1925
110. Florinda O.Pickard-Cambridge, 1896
111. Frederickus Paquin et al, 2008
112. Gibothorax Eskov, 1989
113. Gigapassus Miller, 2007
114. Glyphesis Simon, 1926
115. Gnathonargus Bishop & Crosby, 1935
116. Gnathonarium Karsch, 1881
117. Gnathonaroides Bishop & Crosby, 1938
118. Gonatium Menge, 1866
119. Gonatoraphis Millidge, 1991
120. Goneatara Bishop & Crosby, 1935
121. Gongylidiellum Simon, 1884
122. Gongylidioides Oi, 1960
123. Gongylidium Menge, 1868
124. Gorbothorax Tanasevitch, 1998
125. Grammonota Emerton, 1882
126. Gravipalpus Millidge, 1991
127. Habreuresis Millidge, 1991
128. Halorates Hull, 1911
129. Haplomaro Miller, 1970
130. Heterotrichoncus Wunderlich, 1970
131. Hilaira Simon, 1884
132. Holma Locket, 1968
133. Holmelgonia Jocque & Scharff, 2007
134. Holminaria Eskov, 1991
135. Horcotes Crosby & Bishop, 1933
136. Houshenzinus Tanasevitch, 2006
137. Hubertella Platnick, 1989
138. Hybauchenidium Holm, 1973
139. Hybocoptus Simon, 1884
140. Hylyphantes Simon, 1884
141. Hypomma Dahl, 1886
142. Hypselistes Simon, 1894
143. Hypselocara Millidge, 1991
144. Hypsocephalus Millidge, 1977
145. Ibadana Locket & Russell-Smith, 1980
146. Iberoneta Deeleman-Reinhold, 1985
147. Icariella Brignoli, 1979
148. Idionella Banks, 1893[4]
149. Intecymbium Miller, 2007
150. Islandiana Braendegaard, 1932
151. Ivielum Eskov, 1988
152. Jacksonella Millidge, 1951
153. Janetschekia Schenkel, 1939
154. Johorea Locket, 1982
155. Karita Tanasevitch, 2007
156. Kikimora Eskov, 1988
157. Kolymocyba Eskov, 1989
158. Kratochviliella Miller, 1938
159. Labicymbium Millidge, 1991
160. Laminacauda Millidge, 1985
161. Lasiargus Kulczyński, 1894
162. Leptorhoptrum Kulczynski, 1894
163. Leptothrix Menge, 1869
164. Lessertia Smith, 1908
165. Lessertinella Denis, 1947
166. Linga Lavery & Snazell, 2013
167. Locketiella Millidge & Russell-Smith, 1992
168. Locketina Koçak & Kemal, 2006
169. Lophomma Menge, 1868
170. Lucrinus O.Pickard-Cambridge, 1903
171. Lygarina Simon, 1894
172. Machadocara Miller, 1970
173. Maculoncus Wunderlich, 1995
174. Masikia Millidge, 1984
175. Maso Simon, 1884
176. Masoncus Chamberlin, 1948
177. Masonetta Chamberlin & Ivie, 1939
178. Mecopisthes Simon, 1926
179. Mecynargoides Eskov, 1988
180. Mecynargus Kulczynski, 1894
181. Mecynidis Simon, 1894
182. Mermessus O.Pickard-Cambridge, 1899
183. Metapanamomops Millidge, 1977
184. Metopobactrus Simon, 1884
185. Micrargus Dahl, 1884
186. Microctenonyx Dahl, 1886
187. Microcyba Holm, 1962
188. Microplanus Millidge, 1991
189. Miftengris Eskov, 1993
190. Millidgella Kammerer, 2006
191. Millplophrys Platnick, 1998
192. Minicia Thorell, 1875
193. Minyriolus Simon, 1884
194. Mioxena Simon, 1926
195. Mitrager van Helsdingen, 1985
196. Moebelia Dahl, 1886
197. Moebelotinus Wunderlich, 1995
198. Monocephalus Smith, 1906
199. Monocerellus Tanasevitch, 1983
200. Montilaira Chamberlin, 1921
201. Moyosi Miller, 2007
202. Murphydium Jocqué, 1996
203. Mycula Schikora, 1994
204. Myrmecomelix Millidge, 1993
205. Mythoplastoides Crosby & Bishop, 1933[5]
206. Nasoona Locket, 1982
207. Nasoonaria Wunderlich, 1995
208. Nematogmus Simon, 1884
209. Nenilinium Eskov, 1988
210. Neocautinella Baert, 1990
211. Neodietrichia Özdikmen, 2008
212. Neoeburnella Kocak, 1986
213. Neomaso Forster, 1970
214. Neserigone Eskov, 1992
215. Nipponotusukuru Saito & Ono, 2001
216. Nispa Eskov, 1993
217. Notiogyne Tanasevitch, 2007
218. Notiomaso Banks, 1914
219. Notioscopus Simon, 1884
220. Nusoncus Wunderlich, 2008
221. Obrimona Strand, 1934
222. Oculocornia Oliger, 1985
223. Oedothorax Bertkau, 1883
224. Oia Wunderlich, 1973
225. Okhotigone Eskov, 1993
226. Onychembolus Millidge, 1985
227. Oreocyba Holm, 1962
228. Oreoneta Kulczynski, 1894
229. Orfeo Miller, 2007
230. Orientopus Eskov, 1992
231. Origanates Crosby & Bishop, 1933
232. Ostearius Hull, 1911
233. Ouedia Bosmans & Abrous, 1992
234. Pachydelphus Jocqué & Bosmans, 1983
235. Paikiniana Eskov, 1992
236. Panamomops Simon, 1884
237. Paracornicularia Crosby & Bishop, 1931
238. Paracymboides Tanasevitch, 2011
239. Paraeboria Eskov, 1990
240. Paraglyphesis Eskov, 1991
241. Paragongylidiellum Wunderlich, 1973
242. Paraletes Millidge, 1991
243. Paranasoona Heimer, 1984
244. Parapelecopsis Wunderlich, 1991
245. Parasisis Eskov, 1984
246. Paratapinocyba Saito, 1986
247. Paratmeticus Marusik & Koponen, 2010
248. Parhypomma Eskov, 1992
249. Pelecopsidis Bishop & Crosby, 1935
250. Pelecopsis Simon, 1864
251. Peponocranium Simon, 1884
252. Perlongipalpus Eskov & Marusik, 1991
253. Perregrinus Tanasevitch, 1992
254. Perro Tanasevitch, 1992
255. Phanetta Keyserling, 1886
256. Phlattothrata Crosby & Bishop, 1933
257. Phyllarachne Millidge & Russell-Smith, 1992
258. Piesocalus Simon, 1894
259. Plaesianillus Simon, 1926
260. Platyspira Song & Li, 2009
261. Pocadicnemis Simon, 1884
262. Praestigia Millidge, 1954
263. Primerigonina Wunderlich, 1995
264. Prinerigone Millidge, 1988
265. Procerocymbium Eskov, 1989
266. Proislandiana Tanasevitch, 1985
267. Pronasoona Millidge, 1995
268. Pseudocarorita Wunderlich, 1980
269. Pseudocyba Tanasevitch, 1984
270. Pseudohilaira Eskov, 1990
271. Pseudomaro Denis, 1966
272. Pseudomaso Locket & Russell-Smith, 1980
273. Pseudomicrargus Eskov, 1992
274. Pseudomicrocentria Miller, 1970
275. Pseudoporrhomma Eskov, 1993
276. Pseudotyphistes Brignoli, 1972
277. Psilocymbium Millidge, 1991
278. Rhabdogyna Millidge, 1985
279. Ringina Tambs-Liche, 1954
280. Russocampus Tanasevitch, 2004
281. Saitonia Eskov, 1992
282. Saloca Simon, 1926
283. Satilatlas Keyserling, 1886
284. Sauron Eskov, 1995
285. Savignia Blackwall, 1883
286. Savigniorrhipis Wunderlich, 1992
287. Scandichrestus Wunderlich, 1995
288. Schistogyna Millidge, 1991
289. Sciastes Bishop & Crosby, 1938
290. Scirites Bishop & Crosby, 1938
291. Scironis Bishop & Crosby, 1938
292. Scolecura Millidge, 1991
293. Scolopembolus Bishop & Crosby, 1938
294. Scotargus Simon, 1913
295. Scotinotylus Simon, 1884
296. Scutpelecopsis Marusik & Gnelitsa, 2009
297. Scylaceus Bishop & Crosby, 1938
298. Scyletria Bishop & Crosby, 1938
299. Semljicola Strand, 1906
300. Shaanxinus Tanasevitch, 2006
301. Shanus Tanasevitch, 2006
302. Sibirocyba Eskov & Marusik, 1994
303. Silometopoides Eskov, 1990
304. Silometopus Simon, 1926
305. Simplicistilus Locket, 1968
306. Sintula Simon, 1884
307. Sisicottus Bishop & Crosby, 1938
308. Sisicus Bishop & Crosby, 1938
309. Sisis Bishop & Crosby, 1938
310. Sisyrbe Bishop & Crosby, 1938
311. Sitalcas Bishop & Crosby, 1938
312. Smermisia Simon, 1894
313. Smodix Bishop & Crosby, 1938
314. Soucron Crosby & Bishop, 1936
315. Souessa Crosby & Bishop, 1936
316. Souessoula Crosby & Bishop, 1936
317. Sougambus Crosby & Bishop, 1936
318. Souidas Crosby & Bishop, 1936
319. Soulgas Crosby & Bishop, 1936
320. Spanioplanus Millidge, 1991
321. Sphecozone O.Pickard-Cambridge, 1870
322. Spirembolus Chamberlin, 1920
323. Strandella Oi, 1960
324. Strongyliceps Fage, 1936
325. Styloctetor Simon, 1884
326. Subbekasha Millidge, 1984
327. Symmigma Crosby & Bishop, 1933
328. Tachygyna Chamberlin & Ivie, 1939
329. Taibainus Tanasevitch, 2006
330. Taibaishanus Tanasevitch, 2006
331. Tanasevitchia Marusik & Saaristo, 1999
332. Tapinocyba Simon, 1884
333. Tapinocyboides Wiehle, 1960
334. Tapinotorquis Dupérré & Paquin, 2007
335. Tarsiphantes Strand, 1905
336. Ternatus Sun, Li & Tu, 2012
337. Tessamoro Eskov, 1993
338. Thaiphantes Millidge, 1995
339. Thaleria Tanasevitch, 1984
340. Thapsagus Simon, 1894
341. Thaumatoncus Simon, 1884
342. Thyreobaeus Simon, 1889
343. Thyreosthenius Simon, 1884
344. Tibiaster Tanasevitch, 1987
345. Tibioploides Eskov & Marusik, 1991
346. Tibioplus Chamberlin & Ivie, 1947
347. Tiso Simon, 1884
348. Tmeticodes Ono, 2010
349. Tmeticus Menge, 1868
350. Tojinium Saito & Ono, 2001
351. Toltecaria Miller, 2007
352. Toschia Caporiacco, 1949
353. Traematosisis Bishop & Crosby, 1938
354. Trematocephalus Dahl, 1886
355. Trichobactrus Wunderlich, 1995
356. Trichoncoides Denis, 1950
357. Trichoncus Simon, 1884
358. Trichoncyboides Wunderlich, 2008
359. Trichopterna Kulczynski, 1894
360. Trichopternoides Wunderlich, 2008
361. Triplogyna Millidge, 1991
362. Troxochrota Kulczynski, 1894
363. Troxochrus Simon, 1884
364. Tubercithorax Eskov, 1988
365. Tunagyna Chamberlin & Ivie, 1933
366. Turbinellina Platnick, 1993
367. Tusukuru Eskov, 1993
368. Tutaibo Chamberlin, 1916
369. Tybaertiella Jocqué, 1979
370. Typhistes Simon, 1894
371. Typhochrestinus Eskov, 1990
372. Typhochrestoides Eskov, 1990
373. Typhochrestus Simon, 1884
374. Ummeliata Strand, 1942
375. Ussurigone Eskov, 1993
376. Uusitaloia Marusik, Koponen & Danilov, 2001
377. Venia Seyfullina & Jocqué, 2009
378. Vermontia Millidge, 1984
379. Viktorium Eskov, 1988
380. Wabasso Millidge, 1984
381. Walckenaeria Blackwall, 1833
382. Walckenaerianus Wunderlich, 1995
383. Wiehlea Braun, 1959
384. Wiehlenarius Eskov, 1990
385. Wubana Chamberlin, 1919
386. Yakutopus Eskov, 1990
387. Zerogone Eskov & Marusik, 1994
388. Zornella Jackson, 1932
389. Zygottus Chamberlin, 1948

### Generi trasferiti, ridenominati, non più in uso
- Caleurema Millidge, 1991; Le specie appartenenti a questo genere sono state trasferite al genere Asemostera Simon, 1898, a seguito di un lavoro di Miller del 2007[2].
- Chaetophyma Millidge, 1991; Le specie appartenenti a questo genere sono state trasferite al genere Nasoona Locket, 1982, a seguito di un lavoro di Millidge del 1995[2].
- Clitolyna Simon, 1894; L'unica specie appartenente a questo genere è stata trasferita al genere Sphecozone O. P.-Cambridge, 1870, con la denominazione di Sphecozone fastibilis (Keyserling, 1886) a seguito di un lavoro di Millidge del 2007[2]. L'aracnologo Tanasevitch la considera un genere a sé per alcune peculiarità[3].
- Delorrhipis Simon, 1884; le specie appartenenti a questo genere sono state trasferite in Savignia Blackwall, 1883 e Coreorgonal Bishop & Crosby, 1935, a seguito di un lavoro di Wunderlich del 1995. Ancora oggi presente nell'elenco dei generi redatto da Tanasevitch, ma non in quello, più aggiornato, delle specie[3].
- Ivesia Petrunkevitch, 1925; questo genere sin dal 1945, a seguito di un lavoro dell'aracnologo Kaston, è stato riconosciuto sinonimo del genere Nesticus Thorell, 1869, della famiglia Nesticidae. Ancora oggi presente nell'elenco dei generi redatto da Tanasevitch, ma non in quello, più aggiornato, delle specie[3]
- Microcentria Schenkel, 1925; questo genere, a seguito di un lavoro di Wunderlich del 1970, è considerato in sinonimia con Diplocentria Hull, 1911[2].
- Minyrioloides Schenkel, 1930Considerato un sinonimo posteriore di Baryphyma Simon, 1884 a seguito di un lavoro dell'aracnologo Millidge del 1977,[2] contra un lavoro analogo di Tanasevitch del 1982[3].
- Oinia Eskov, 1984; questo genere è stato ridenominato in quanto il nome era già occupato da Oinia Hedqvist, 1978, genere di imenotteri calcidoidei.
- Pelecopterna Wunderlich, 1995; questo genere è stato riconosciuto omonimo di Ouedia Bosmans & Abrous, 1992, a seguito di un lavoro dello stesso Wunderlich del 1995s[2].
- Pseudogonatium Strand, 1901; questo genere è stato ridenominato in Zornella Jackson, 1932, in quanto mai più citato nelle pubblicazioni posteriori alla descrizione[2].
- Tuganobia Chamberlin, 1933; questo genere è attualmente posto in sinonimia con Nesticus Thorell, 1869 della famiglia Nesticidae, riconsiderando prevalente un lavoro di Gertsch del 1984 contra un altro lavoro di Lehtinen e Saaristo che lo accreditarono presso la famiglia Linyphiidae (sottofamiglia Erigoninae). Era composto da due specie[6].